# Oldenburgische Vogteikarte
Die Oldenburgische Vogteikarte war die erste umfangreiche Landesaufnahme des Herzogtums Oldenburg.

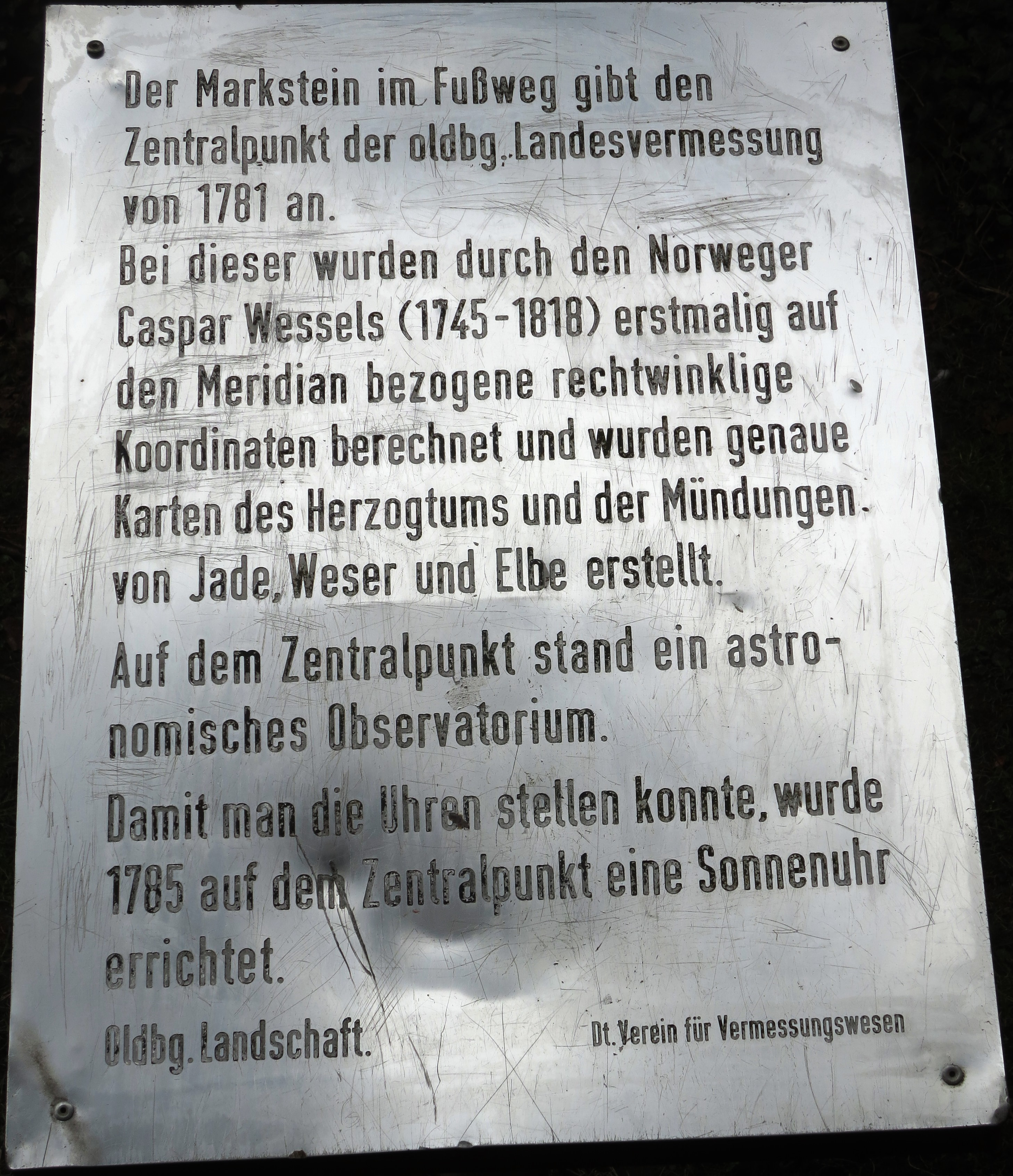
Gedenkplakette für Caspar Wessel im Schlossgarten in Oldenburg

## Beschreibung
Die Oldenburgische Vogteikarte entstand in der Zeit zwischen 1781 und 1799 und bildet auf 47 Kartenblättern das Herzogtum Oldenburg ab. Die Kartenblätter bilden Vogteien, Ämter oder Teilbereiche dieser ab. Die Karte zeigt den Gebäudebestand, die Verkehrswege und Gewässer detailliert. Es zahlreiche Signaturen der Vegetation wie Gärten, Wiesen, Wälder, Tackerland, Weiden oder Torfabbaugebiete. Die mehrfarbigen Kartenblätter sind im Maßstab 1:20.000 dargestellt.

## Geschichte
Das Herzogtum Oldenburg wurde im Jahr 1774 geschaffen und verfügte über keine zuverlässige topographische Karte zur Erschließung des Landes und den wirtschaftlichen Aufbau. Der Herzog Friedrich August verkündigte 1781 eine allgemeine Landesvermessung. Der dänisch-norwegische Mathematiker und Geodät Caspar Wessel ermittelte die Koordinaten des Bezugspunktes und der Triangulations-Punkte. Zunächst übernahm Christian Georg von Oeder bis 1791 die Koordinierung der Detailvermessung. Anschließend übernahm Christian Römer die Koordinierung, die 1799 abgeschlossen war. Die kartographischen Arbeiten an den Kartenblättern waren im Jahr 1810 abgeschlossen.

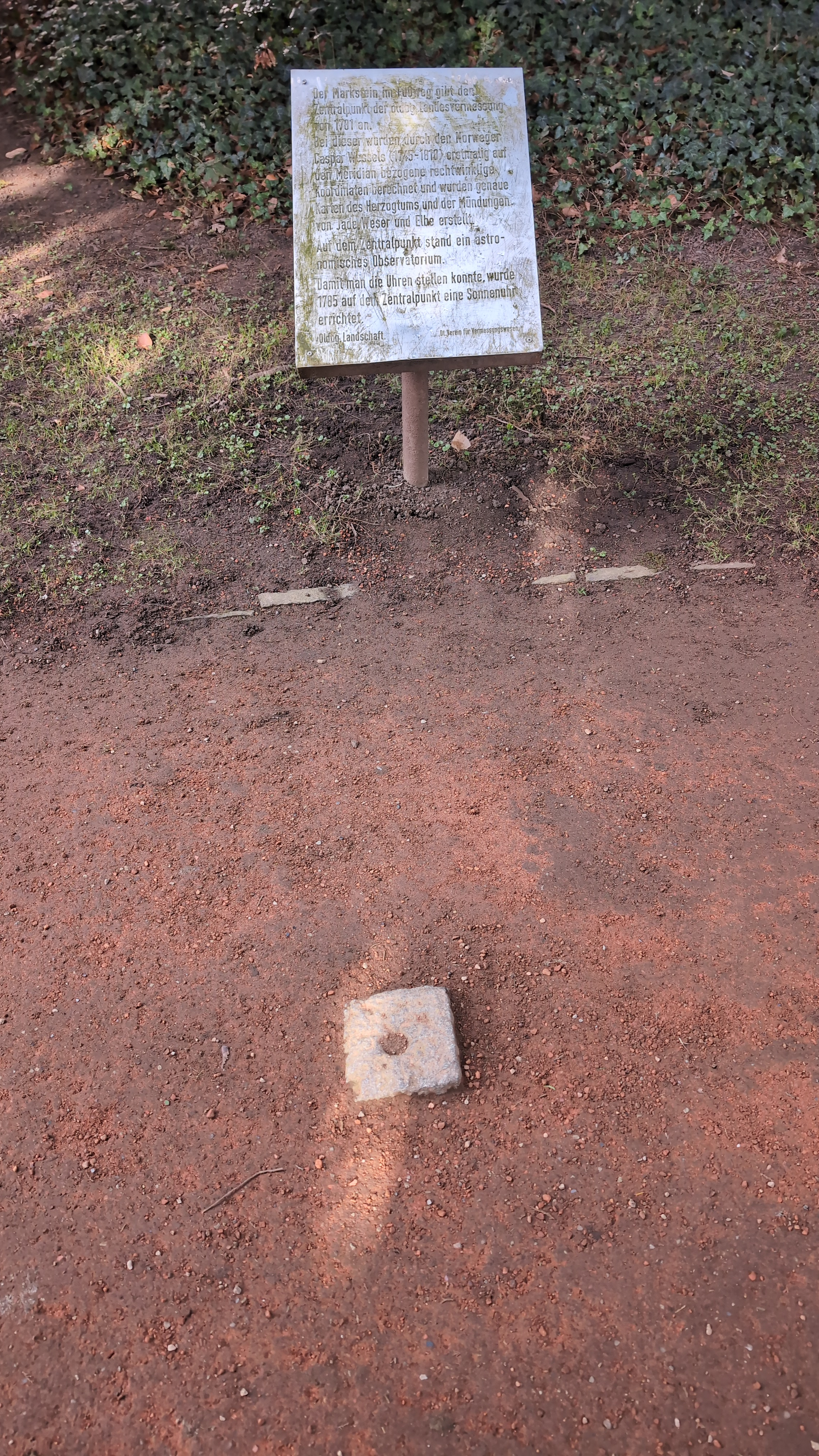
Markstein des Zentralpunkts der Oldenburger Landvermessung 1781 (Oldenburgische Vogteikarte)